# Shannonomyia bullockiana
Shannonomyia bullockiana är en tvåvingeart som först beskrevs av Alexander 1940.  Shannonomyia bullockiana ingår i släktet Shannonomyia och familjen småharkrankar. Inga underarter finns listade i Catalogue of Life.